# Albert Châtelet
Albert Châtelet (Valhuon, 24 de outubro de 1883 – Paris, 30 de junho de 1960) foi um matemático e político francês.

## Vida
Châtelet estudou matemática de 1905 a 1908 na École normale supérieure e foi depois de seu exame (Agrégation) professor ginasial em Tours. Obteve um doutorado em 1911, com a tese Sur certains ensembles de tableaux et leur application à la théorie des nombres. Foi depois docente de matemática na École Centrale de Lille (Institut industriel du Nord) e ao mesmo tempo deste 1919 Maître de Conférences de mecânica na Université Lille Nord de France, onde foi a partir de 1920 professor de matemática e finalmente de mecânica teórica (Mécanique Rationnelle).
De 1949 a 1954 sucedeu Jean Cabannes como diretor da Faculté de Science em Paris.
De 1955 a 1960 foi presidente da sociedade União Racionalista, que teve anteriormente como seus presidentes Paul Langevin e Frédéric Joliot-Curie. Em 1958 foi candidato a presidente da França contra Charles de Gaulle, recebendo 8,4 por cento dos votos 
Como matemático tornou conhecido na França os trabalhos da escola alemã dos teóricos dos números (por exemplo Helmut Hasse). Dentre seus doutorandos consta André Néron.
Foi editor do volume 5 das obras de Henri Poincaré. Foi palestrante do Congresso Internacional de Matemáticos em Estrasburgo (1920).
Seu filho François Châtelet foi também um matemático, que também trabalhou com teoria dos números.

## Obras
Albert Châtelet é autor de vários escritos:
- notas entre 1909 e 1922 aos relatórios da Academia de Ciências sobre várias questões de aritmética;
- colaboração com várias revistas especializadas em matemática;
- obras de matemática, em particular vários cursos autografados, livros científicos para o ensino básico e secundário;
- trabalhos colaborativos;
- Atividades de pesquisa.

O trabalho de Albert Châtelet diz respeito à teoria dos números e à teoria dos grupos. Ele também é autor de vários livros didáticos. Ele exerceu uma grande influência na escola matemática francesa e desempenhou um grande papel no renascimento do estudo da teoria dos números e álgebra. As superfícies de Châtelet foram desenhadas por François Châtelet, seu filho.